# Asian Handball Federation
Die Asian Handball Federation (AHF) ist ein kontinentaler Dachverband für nationale Handballverbände in Asien. Ihr gehören 44 Mitgliedsverbände an. Die AHF hat ihren Sitz in Kuwait. Sie ist Mitglied der International Handball Federation (IHF).
Präsident der AHF ist der kuwaitische Politiker und Sportfunktionär Ahmad Fahd al-Ahmad as-Sabah. Der Pakistaner Muhammad Shafiq bekleidet das Amt des Generalsekretärs; Geschäftsführer („Executive Director“) ist Ahmed Abu al-Lail aus Kuwait.

## Geschichte
Scheich Fahad Al-Ahmed Al-Jaber Al-Sabah, der die kuwaitische Delegation bei den 7. Asienspielen 1974 in Teheran leitete, forderte die Anerkennung des Handballs durch das Exekutivkomitee der Asienspiele und die Gründung eines Handballverbandes. Am 26. August 1974 wurde Handball als die 19. Sportart anerkannt. Auch die Bildung des Handballverbandes wurde beschlossen; zum Präsidenten wurde Scheich Fahad Al-Ahmed Al-Jaber Al-Sabah und zum Generalsekretär Syad Abul Hassan gewählt.
Der Verband hatte zum Zeitpunkt seiner Gründung 14 Mitglieder. Sitz des Verbandes ist Kuwait.

## Wettbewerbe
Die AHF organisiert die Handball-Asienmeisterschaft der Männer (seit 1977) und die Handball-Asienmeisterschaft der Frauen (seit 1987) für Nationalmannschaften sowie die Asian Men's Club League Championship und die Asian Women's Club League Championship für Vereinsmannschaften.

## Mitglieder
| Code | Nation                       | Verband (englisch/französisch)                                    |
| ---- | ---------------------------- | ----------------------------------------------------------------- |
| AFG  | Afghanistan                  | Afghanistan Handball Federation                                   |
| BHR  | Bahrain                      | Bahrain Handball Association                                      |
| BGD  | Bangladesch                  | Bangladesh Handball Federation                                    |
| BRN  | Brunei                       | Brunei Handball Federation                                        |
| BTN  | Bhutan                       | Bhutan Handball Federation                                        |
| CHN  | Volksrepublik China          | Chinese Handball Association                                      |
| HKG  | Hongkong                     | Handball Association of Hong Kong                                 |
| IDN  | Indonesien                   | Indonesia Handball Association                                    |
| IND  | Indien                       | Handball Federation of India                                      |
| IRI  | Iran                         | Islamic Republic of Iran Handball Federation                      |
| IRQ  | Irak                         | Iraqi Handball Federation                                         |
| JOR  | Jordanien                    | Jordan Handball Federation                                        |
| JPN  | Japan                        | Japan Handball Association                                        |
| KAZ  | Kasachstan                   | Kazakhstan Handball Federation                                    |
| KGZ  | Kirgisistan                  | Kyrgyzstan Handball Federation                                    |
| KHM  | Kambodscha                   | Cambodian Handball Federation                                     |
| KOR  | Südkorea                     | Korea Handball Federation                                         |
| KSA  | Saudi-Arabien                | Saudi Handball Federation                                         |
| KUW  | Kuwait                       | Kuwait Handball Association                                       |
| LAO  | Laos                         | Laos Handball Federation                                          |
| LBN  | Libanon                      | Fédération Libanaise de Handball                                  |
| LKA  | Sri Lanka                    | Handball Federation of Sri Lanka                                  |
| MAC  | Macau                        | Macau-China Handball Association                                  |
| MDV  | Malediven                    | Maldives Handball Federation                                      |
| MYS  | Malaysia                     | Malaysian Handball Federation                                     |
| MGL  | Mongolei                     | Mongolian Handball Federation                                     |
| NEP  | Nepal                        | Nepal Handball Association                                        |
| OMN  | Oman                         | Oman Handball Association                                         |
| PAK  | Pakistan                     | Pakistan Handball Federation                                      |
| PSE  | Palästina                    | Palestinian Handball Federation                                   |
| PHI  | Philippinen                  | Philippines Handball Federation                                   |
| PRK  | Nordkorea                    | Handball Association of the Democratic People’s Republic of Korea |
| QAT  | Katar                        | Qatar Handball Association                                        |
| SGP  | Singapur                     | Handball Federation Of Singapore                                  |
| SYR  | Syrien                       | Syrian Arab Handball Federation                                   |
| THA  | Thailand                     | Handball Association of Thailand                                  |
| TJK  | Tadschikistan                | Tajikistan Handball Association                                   |
| TKM  | Turkmenistan                 | Handball Federation of Turkmenistan                               |
| TLS  | Osttimor                     | East Timor Handball Association                                   |
| TPE  | Chinesisch Taipeh            | Chinese Taipei Handball Association                               |
| UAE  | Vereinigte Arabische Emirate | United Arab Emirates Handball Federation                          |
| UZB  | Usbekistan                   | Fédération de Handball d’Ouzbekistan                              |
| VIE  | Vietnam                      | Vietnam Handball Federation                                       |
| YEM  | Jemen                        | Yemen Handball Association                                        |